# Luxemburg op de Olympische Jeugdwinterspelen 2012
Luxemburg was een van de landen die deelnam aan de Olympische Jeugdwinterspelen 2012 in Innsbruck, Oostenrijk.

## Deelnemers en resultaten
(m) = mannen, (v) = vrouwen 

### Alpineskiën
| Olympiër           | Onderdeel        | Resultaat | Prestatie                           |
| ------------------ | ---------------- | --------- | ----------------------------------- |
| Catherine Elvinger | reuzenslalom (v) | 29e       | 2.07,60 (+11,47) (1.03,44, 1.04,16) |
| Catherine Elvinger | slalom (v)       | 18e       | 1.32,98 (+13,22) (48,25, 44,73)     |